# Tjerkasyborgen
Tjerkasyborgen (ukrainska:Черкаський замок) är en tidigare medeltida träborg i Tjerkasy, Ukraina. Den byggdes under 1300-talet som en träborg för att skydda området mot invaderande fiender från Gyllene horden. Staden Tjerkasy växte fram runt borgen. 
Borgen ersattes av ett sten- och tegelslott 1549-1552 som byggdes efter initiativ av Ostap Dasjkevytj, starosta i Tjerkasy och Kaniv. Slottet hade lador, stall, bostäder för äldre, rum för gäster, hus för slottets personal, två pubar, ett fängelse och en kyrka. Den omgavs av en bred vallgrav. 
Slottet hade en viktig roll i Ukrainas historia och användes som en strategisk plats under många krig. Under 1600-talet var slottet en del av det Polsk-litauiska samväldet som använde slottet som en fästning för att skydda sig mot attacker från osmaner och krimtatarer. Senare, under 1700-talet, blev slottet en del av den ukrainska kozackrepubliken och användes som en bas för att organisera militära kampanjer mot ryska styrkor.
Spår efter borgen och slottet finns inte längre, på platsen finns i dag ett stort sovjetmonument från 1975 över segern i det Stora fosterländska kriget. Monumentet kallas "Monumentet över hjältarna av det Stora fosterländska kriget" och är en stor betongstruktur som är över 60 meter hög.